# Tatzlagerantrieb

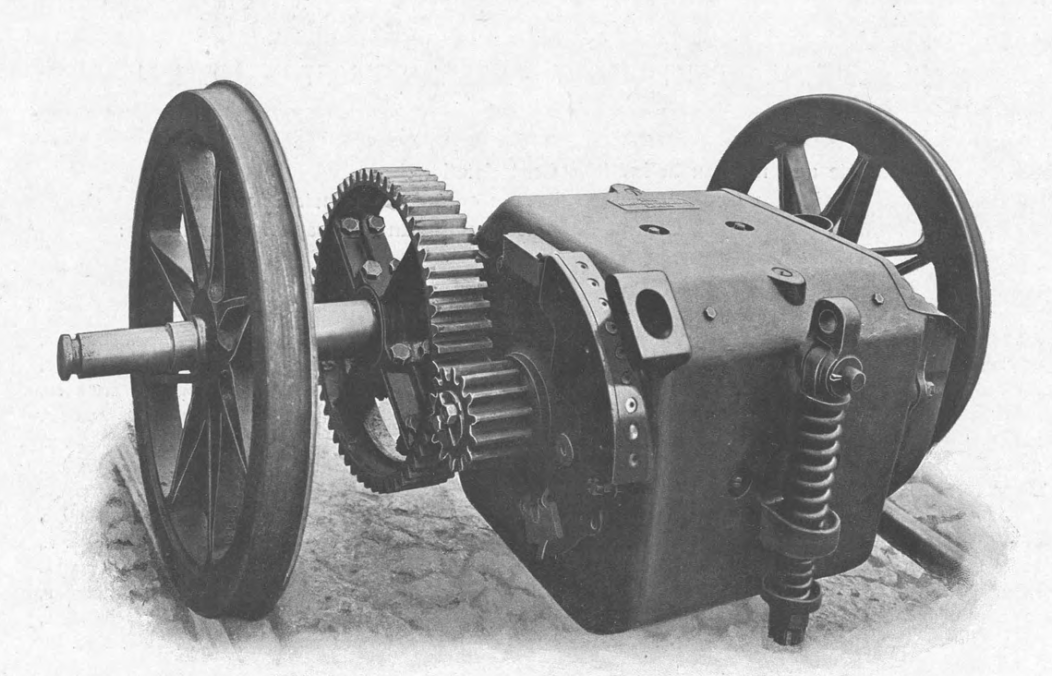
Tatzlagermotor eines Straßenbahntriebwagen von AEG, ca. 1899

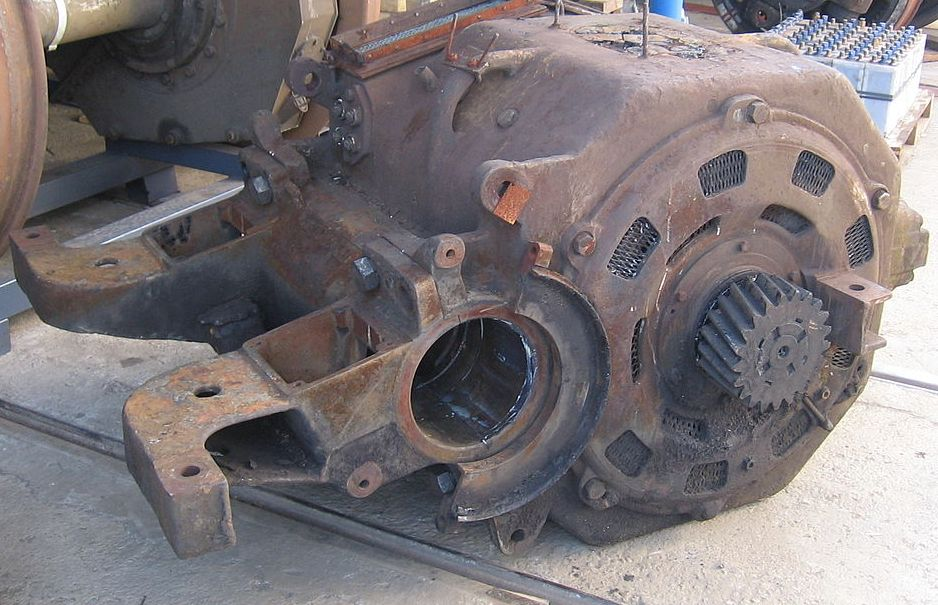
Tatzlagerfahrmotor einer elektrischen Lokomotive der ČD-Reihe (181/182). Rechts das schräg verzahnte Ritzel auf der Motorwelle. Mittig die zum Aufsetzen auf die Radsatzwelle teilbaren Tatzlager. Links die Drehmomentstützarme.

Der Tatzlagerantrieb, auch als Antrieb durch Tatzlagerfahrmotor, Tatzlagermotor oder Vorgelegeachsmotor (Englisch: axle-hung or nose-suspended motor) bekannt, ist eine Form des elektrischen Einzelachsantriebs von Triebfahrzeugen. Seine Besonderheit ist, dass der Fahrmotor zusammen mit dem ihm verbundenen Stirnradgetriebe teilweise über Tatzlager auf einem Treibradsatz des Fahrzeuges und teilweise auf den gefederten Rahmen des Fahrzeugs abstützt. Das Ritzel des Fahrmotors treibt ein auf der Treibradsatzwelle aufgebrachtes Großrad an. Die große ungefederte Masse des Tatzlagerantriebs wirkt sich ungünstig auf den Oberbau und das Fahrzeug aus.
Beim abgefederten Tatzlagerantrieb oder Schwebemotor ist die teilweise Abstützung der Motor-Getriebeeinheit über Tatzlager auf der Treibradsatzwelle abgefedert gestaltet, wodurch sich die ungefederten Massen verringern. Die Tatzen stützen sich auf eine zwischengefügte Hohlwelle und diese über zwischengefügte Gummiringe an den Radscheiben ab. Ebenfalls ist das Großrad nicht direkt auf der Radsatzwelle, sondern auf der Hohlwelle aufgebracht. Dabei ist der Federweg zwischen der Hohlwelle und der Radsatzwelle nur etwa ein Drittel des Radsatzfederwegs.
Weitere Formen des Antriebs von Triebfahrzeugen sind die Achsmotorantriebe und die Gestellmotorantriebe, welche sich von der Ausführung des Fahrmotoraufhängung unterscheiden.

## Geschichte
Der Tatzlagerantrieb wurde 1887 zeitgleich mit dem Stangenstromabnehmer vom Elektrotechnik-Pionier Frank Julian Sprague für die von ihm konzipierten Fahrzeuge der Straßenbahn in Richmond (Virginia) entwickelt. Er setzte sich in Folge rasch als zuverlässiger und einfacher Antrieb für elektrische Triebwagen und Lokomotiven durch.

## Aufbau

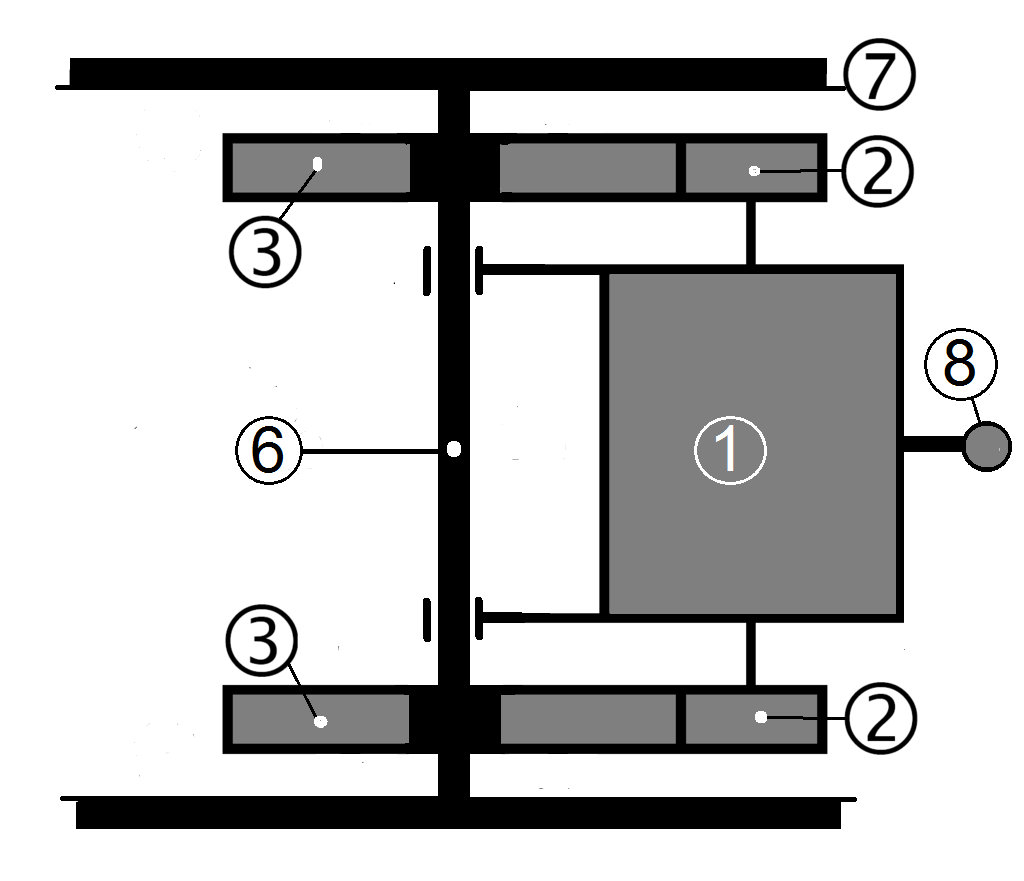
Original-Tatzlagerantrieb (beidseitig):
1 Fahrmotor
2 Motorritzel
3 Großrad
6 Radsatzwelle
7 Räder
8 Tragarm/Drehmomentstütze
Die Tatzlager befinden sich auf der Radsatzwelle.

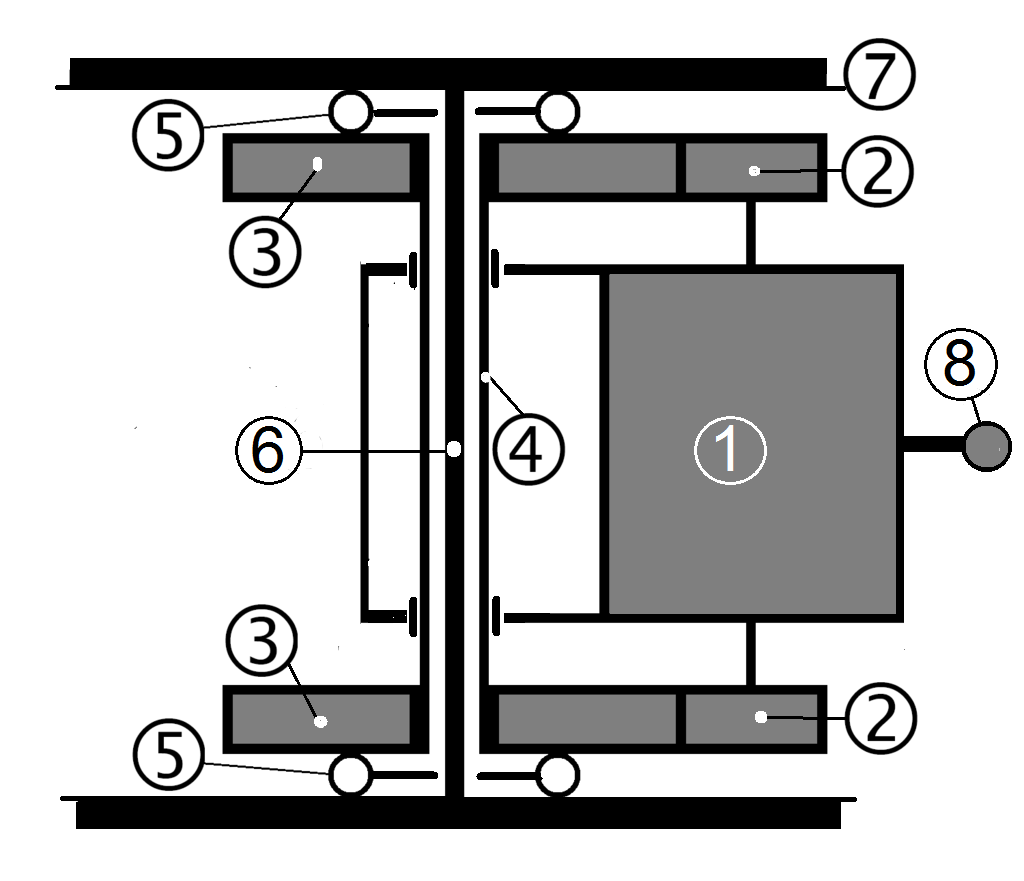
Modifizierter Tatzlagerantrieb (beidseitig):
4 Hohlwelle
5 elastische Abstützung an den Radscheiben
Die Tatzlager befinden sich auf der Hohlwelle.

Der Fahrmotor ist zwischen den Rädern eines Radsatzes in das Drehgestell oder den Bodenrahmen des Triebfahrzeugs eingebaut. Am zylindrischen Motorgehäuse schließen sich zwei rohrförmige und namensgebende Tatzlager an, über die sich das Motorgehäuse auf der Radsatzwelle oder der Hohlwelle (siehe auch Hohlwellenantrieb) abstützt. Ersteres ist bei den unabgefederten und Letzteres bei den abgefederten Tatzlagerantrieben der Fall. Um Motor und Radsatz trennen zu können, wurden die Tatzlager lange als teilbare Gleitlager ausgeführt. Die Kraftübertragung erfolgt über ein Zahnradpaar, wobei ein kleines Ritzel auf der Motorwelle und ein großes Zahnrad, das Großrad, auf der Radsatzwelle oder der Hohlwelle sitzt. Die Kraftübertragung von der Hohlwelle zum Radsatz erfolgt über eine allseits bewegliche Kupplung in Form von Federn. Bekannte Beispiele für abgefederte Tatzlagerantriebe sind der Gummiringfederantrieb und der Kegelringfederantrieb.
Der Motor stützt sich auf der anderen Seite auf einem Querträger des Drehgestell- oder Fahrzeugrahmens ab. Diese Abstützung erfolgte früher über eine am Motorgehäuse angegossene Nase, weshalb diese Art von Antrieben im Englischen als nose-suspended ‚nasenaufgehängt‘ bezeichnet wird. In die Abstützung ist in der Regel eine Federung integriert. Beim Einfedern des Fahrzeuges bewegt sich das Fahrmotorgehäuse, vergleichbar mit einem Achslenker.
In seltenen Fällen liegt die Drehmomentstütze am Tatzlagerrohr gegenüber dem Fahrmotor. Eine solche Version wurde bei den Lokomotiven der ČSD-Reihe E 669.2 verwendet. Dort laufen zwei Haltearme gegenüber dem Motor vom Lagerrohr radial weg und zuletzt mit einem seitlichen Knick in eine gefederte Aufnahme im Drehgestell. Hier können die Arme das umgelenkte Motorgewicht, aber auch die Reaktion auf das Antriebsdrehmoment abstützen. Horizontales Spiel zu den Fahrzeugseiten hin und längs bewahren diese Haltearme vor den deutlich größeren Kräften, die der Radsatz nur über seine Achslager auf das Drehgestell ausüben soll.
Eine weitere Ausführungsvariante ist der Tatzlagermotor mit doppelter Übersetzung. Hierbei wird durch ein zusätzliches Zwischenrad der Abstand zwischen Radsatzwelle und Motorwelle vergrößert, wodurch es möglich ist, größere und damit leistungsstärkere Fahrmotoren zu verwenden.

## Anwendung
Der Tatzlagerantrieb ist die einfachste Art der Aufhängung von Fahrmotoren im Drehgestell. Er wurde zunächst überwiegend bei Straßen- und Überlandbahn-Triebwagen und Lokomotiven kleiner Leistung eingesetzt. Im Laufe der 1920er und 1930er Jahre wurden zunächst in Frankreich, anschließend auch in Deutschland Lokomotiven mit größerer Leistung eingesetzt.
Er ist ein kostengünstiger Antrieb und war bis um 1950 die klassische Antriebsart von Straßenbahntriebwagen und elektrischen Lokomotiven. Auch die Fahrmotoren dieselelektrischer Drehgestelllokomotiven werden in der Regel in Tatzlageranordnung eingebaut. Der Tatzlagerantrieb ist weiterhin der am häufigsten eingesetzte Antrieb und kommt immer noch bei langsameren Fahrzeugen zum Einsatz.
Nachteilig gegenüber gefederten Antrieben wie zum Beispiel Hohlwellen-, Kardanscheiben- oder Federtopfantrieb ist beim Tatzlagerantrieb die hohe Masse, die ungefedert auf dem Radsatz liegt – typischerweise etwa die Hälfte der Masse des Fahrmotors, was zu einer erhöhten Abnutzung der Gleise und Getriebezahnräder führt. Gemäß einer LCC-Untersuchung der DB aus dem Jahr 2005 ist der Tatzlagerantrieb bei Geschwindigkeiten bis 160 km/h wirtschaftlicher als der Hohlwellenantrieb.
Mit Gleichstrom- und Einphasen-Reihenschluss-Fahrmotoren waren mit Tatzlagerantrieben nur Leistungen bis 550 kW pro Radsatz und Geschwindigkeiten bis 120 km/h möglich. Durch die Verwendung von Asynchronmotoren, die ein geringeres Leistungsgewicht haben, konnte die Leistung auf bis zu 1400 kW pro Radsatz und die Geschwindigkeit bis auf 160 km/h erhöht werden. Abgefederte Tatzlagerantriebe in Form von Gummi- und Kegelringfederantrieben wurden mit Einphasenreihenschlussmotoren bis etwa 1000 kW und für serienmäßige Geschwindigkeiten bis 160 km/h ausgeführt.

### Fahrzeuge mit Tatzlagerantrieb (Auswahl)
- diverse Straßenbahn- und Lokalbahnfahrzeuge
- schwere Güterzuglokomotiven der DR-Baureihe E 95, Baujahr 1927
- S-Bahn-Triebwagen der DR-Baureihe ET 165, Baujahre 1928–1931
- Schnellzuglokomotiven der DR-Baureihe E 11, Baujahre 1961–1976
- S-Bahn-Triebwagen der DB-Baureihe 420, Baujahre 1969–1997
- Diesellokomotiven der DR-Baureihe 132 / DB-Baureihe 232, Baujahre 1970–1982
- Schnellbahn-Triebwagen ÖBB B4hET 4020, Baujahre 1978–1987